# Almáskeresztúr
Almáskeresztúr (hongrois : Almáskeresztúr [ˈɒlmaːʃkɛrɛstuːr]) est une localité hongroise située dans le comitat de Baranya.

## Histoire
La plus ancienne mention écrite de la localité remonte à 1296, sous le nom de Keruchur. Cette année-là, Hektor et Chak, fils d'Herborth, fils de Miklós, renoncèrent à leurs droits sur la localité de Keresztúr, située dans la région de Zselic, en faveur du voïvode Jakab.
En 1333, le prêtre du village paya 40 deniers en dîme papale, puis 20 deniers en 1334 et à nouveau 20 deniers en 1335. Au cours du XIVe siècle, Almáskeresztúr faisait partie des domaines de la famille Győr, avant d'être attribuée à Péter Dersfi lors du partage des biens familiaux en 1346. Par ailleurs, l'abbé de Pannonhalma possédait également des terres dans la localité, qu'il céda en 1434 à Imre Szerdahelyi, fils de János.
En 1489, les membres de la famille Szerdahelyi Dersfi se partagèrent les terres du village. En 1474, Almáskeresztúr appartenait à la famille Szentgáli, qui mit ses terres en gage auprès d'Ambrus Török d'Enying. En 1499, la localité était partagée entre les familles Szentgáli et Kozári Demeter.
En 1542, un registre fiscal classa le village dans le comitat de Baranya. Selon les registres de la dîme de l'abbaye de Szentmárton, Almáskeresztúr était alors la propriété d'András Balogh.
Après la période ottomane, la localité fut rebaptisée Tótkeresztúr (Keresztúr slovaque), avant d'adopter son nom actuel en 1902. À la fin du XVIIIe siècle, le village était habité principalement par des colons allemands, qui furent expulsés après la Seconde Guerre mondiale et remplacés par des Hongrois originaires de Haute-Hongrie.
En 1715, on recensait quatre foyers hongrois. De 1726 à 1848, le village appartint à la famille Batthyány, puis passa sous le contrôle des familles Biederman et Kammerer après 1849.
Au début du XXe siècle, Almáskeresztúr faisait partie du district de Szigetvár, dans le comitat de Somogy. En 1910, la localité comptait 551 habitants, dont 290 Hongrois et 261 Allemands. Sur le plan religieux, 511 habitants étaient catholiques romains et 40 étaient réformés.
Lors de la réorganisation administrative de 1950, Almáskeresztúr fut rattachée au comitat de Baranya, en tant que partie du district de Szigetvár.

## Population

### Minorités culturelles et religieuses
Lors du recensement de 2011, 94,7 % des habitants d'Almáskeresztúr s'identifiaient comme Hongrois, 2,6 % comme Croates et 9,2 % comme Allemands (les doubles appartenances ethniques expliquant un total supérieur à 100 %).
Sur le plan religieux, la population se composait à 59,2 % de catholiques romains, 11,8 % de réformés, 1,3 % d'évangéliques et 2,6 % de catholiques grecs, tandis que 15,8 % se déclaraient sans confession et 9,2 % ne se sont pas prononcés.
En 2022, la part de la population s'identifiant comme Hongroise est descendue à 83,8 %, tandis que 1,4 % se déclaraient Allemands et 5,4 % revendiquaient une autre nationalité étrangère. 13,5 % des habitants n'ont pas répondu à cette question.
Concernant l'appartenance religieuse, 12,2 % des habitants étaient catholiques romains, 4,1 % réformés et 14,9 % sans confession, mais une grande majorité (68,9 %) n'a pas souhaité répondre.

## Équipements

### Réseaux extra-urbains
Almáskeresztúr est située au nord-est de Szigetvár, à 11 kilomètres à vol d'oiseau et 14 kilomètres par la route du centre-ville.
Les localités voisines sont Ibafa au nord, Nagyváty au sud-est, Nyugotszenterzsébet et Botykapeterd au sud, Mozsgó à l'ouest et Almamellék au nord-ouest. À l'est, la localité la plus proche est Dinnyeberki, bien que leurs territoires administratifs ne se touchent pas.
Almáskeresztúr est un village en cul-de-sac (zsáktelepülés) et n'est accessible que par la route, en passant par Mozsgó via la route secondaire 66 119, qui se détache de la route nationale 67 et s'étend sur 6,5 kilomètres.
Aucune ligne ferroviaire ne dessert directement la localité. La gare la plus proche offrant une correspondance ferroviaire est la gare de Szigetvár, située sur la ligne Murakeresztúr–Szentlőrinc.

## Patrimoine urbain
L'église réformée, construite en 1870, est l'un des principaux édifices religieux du village. Quelques décennies plus tard, en 1896, fut érigée l'église catholique romaine, témoignant de la diversité confessionnelle de la localité.
Depuis 1994, Almáskeresztúr accueille la Galerie Johe et École de peinture, un espace artistique dédié à l'exposition et à l'enseignement des arts plastiques.
Un autre élément du patrimoine local est le manoir Kammerer, situé dans le domaine d'Elekmajor. Son façade de style classique reflète l'architecture élégante des anciennes demeures de l'aristocratie hongroise.